# Matheus Dória
Matheus Dória Macedo (ur. 8 listopada 1994 w São Gonçalo) – piłkarz brazylijski występujący na pozycji środkowego obrońcy. Posiada również obywatelstwo meksykańskie.

## Kariera klubowa
Dória piłkarską karierę rozpoczął w Botafogo, którego jest wychowankiem, w 2012. W lidze brazylijskiej zadebiutował 27 maja 2012 w wygranym 3-2 wyjazdowym meczu z Coritibą. Botafogo zajęła na koniec sezonu siódme miejsce, a Dória w debiutanckim sezonie rozegrał 20 spotkań, w których zdobył bramkę w meczu z Atlético Goianiense.

## Kariera reprezentacyjna
Dória ma za sobą grę w reprezentacji Brazylii do lat 20. W 2013 uczestniczył w Mistrzostwach Ameryki Południowej U-20, na których Brazylia odpadła w pierwszej fazie rozgrywek. Dória wystąpił we wszystkich czterech meczach z Ekwadorem, Urugwajem, Wenezuelą i Peru. 6 kwietnia 2013 zadebiutował w seniorskiej kadrze podczas wygranego 4:0 towarzyskiego meczu z reprezentacją Boliwią, zastępując w 87 min. Dedé.

## Statystyki kariery
(aktualne na dzień 27 lipca 2016)
| Klub               | Sezon              | Liga               | Liga  | Liga   | Puchary krajowe | Puchary krajowe | Puchary kontynentalne | Puchary kontynentalne | Inne  | Inne   | Suma  | Suma   |
| Klub               | Sezon              | Liga               | Mecze | Bramki | Mecze           | Bramki          | Mecze                 | Bramki                | Mecze | Bramki | Mecze | Bramki |
| ------------------ | ------------------ | ------------------ | ----- | ------ | --------------- | --------------- | --------------------- | --------------------- | ----- | ------ | ----- | ------ |
| Botafogo           | 2012               | Série A            | 20    | 1      | 0               | 0               | 0                     | 0                     | –     | –      | 20    | 1      |
| Botafogo           | 2013               | Série A            | 30    | 1      | 8               | 1               | –                     | –                     | 11    | 2      | 49    | 4      |
| Botafogo           | 2014               | Série A            | 10    | 0      | 0               | 0               | 8                     | 0                     | 6     | 0      | 24    | 0      |
| Olympique Marsylia | 2014/15            | Ligue 1            | 0     | 0      | 0               | 0               | –                     | –                     | –     | –      | 0     | 0      |
| São Paulo (wyp.)   | 2015               | Série A            | 9     | 1      | 0               | 0               | 4                     | 0                     | 5     | 1      | 18    | 2      |
| Granada CF (wyp.)  | 2015/16            | Primera División   | 8     | 0      | 2               | 0               | –                     | –                     | –     | –      | 10    | 0      |
| Ogólnie w karierze | Ogólnie w karierze | Ogólnie w karierze | 77    | 3      | 10              | 1               | 12                    | 0                     | 22    | 3      | 121   | 7      |